# Jonkowo (gromada)
Jonkowo – dawna gromada, czyli najmniejsza jednostka podziału terytorialnego Polskiej Rzeczypospolitej Ludowej w latach 1954–1972.
Gromady, z gromadzkimi radami narodowymi (GRN) jako organami władzy najniższego stopnia na wsi, funkcjonowały od reformy reorganizującej administrację wiejską przeprowadzonej jesienią 1954 do momentu ich zniesienia z dniem 1 stycznia 1973, tym samym wypierając organizację gminną w latach 1954–1972.
Gromadę Jonkowo z siedzibą GRN w Jonkowie utworzono – jako jedną z 8759 gromad na obszarze Polski – w powiecie olsztyńskim w woj. olsztyńskim na mocy uchwały nr 21 WRN w Olsztynie z dnia 4 października 1954. W skład jednostki weszły obszary dotychczasowych gromad Jonkowo, Łomy, Mątki i Węgajty ze zniesionej gminy Wrzesina w tymże powiecie. Dla gromady ustalono 14 członków gromadzkiej rady narodowej.
1 stycznia 1960 do gromady Jonkowo włączono obszar zniesionej gromady Bukwałd oraz wieś Pupki ze zniesionej gromady Nowe Kawkowo w tymże powiecie.
31 grudnia 1961 do gromady Jonkowo włączono obszar zniesionej gromady Wrzesina w tymże powiecie.
1 stycznia 1966 do gromady Jonkowo włączono obszar zniesionej gromady Gutkowo w tymże powiecie (bez części wsi Gutkowo i Likusy).
31 grudnia 1967 z gromady Jonkowo wyłączono część obszaru wsi Naglady (4 ha), włączając ją do gromady Gietrzwałd w tymże powiecie; do gromady Jonkowo włączono natomiast część obszaru PGL nadleśnictwo Kudypy (3 ha) z gromady Gietrzwałd w tymże powiecie.
Gromada przetrwała do końca 1972 roku, czyli do kolejnej reformy gminnej. 1 stycznia 1973 w powiecie olsztyńskim utworzono gminę Jonkowo.